# Jaroslav Nachtmann
Jaroslav Nachtmann (1. listopadu 1915, Kladno – Kročehlavy – 2. května 1995, Regen) patřil za protektorátu k velmi nebezpečným, úspěšným a horlivým konfidentům gestapa. Podílel se na provokacích proti domácímu odboji; udal gestapu stovky Čechů; byl přítomen zatýkání "ilegalistů"; pomáhal při výsleších zadržených a budoval fiktivní odbojové „volavčí sítě“. Dostával se do styku skoro se všemi ilegálními organizacemi odbojového hnutí v protektorátu. Po druhé světové válce byl předán sovětské vojenské rozvědce Směrš a odvezen do Sovětského svazu, kde byl odsouzen a vězněn asi deset let v sibiřských pracovních táborech. V roce 1963 byl vrácen do ČSSR. I zde byl odsouzen a vězněn až do konce roku 1966. Již během věznění spolupracoval s komunistickou státní tajnou bezpečností (StB) a ve spolupráci s ní pokračoval až do svého prozrazení v roce 1968. V roce 1974 se vystěhoval do SRN, kde žil až do svých 79 let.

## Životopis

### První republika a druhá světová válka
Jaroslav Nachtmann pocházel ze smíšeného manželství. Byl údajně původním povoláním dentista. Později se stal prvorepublikovým dopravním  strážníkem české uniformované policie. Bývalý profesionální boxer. Po 15. březnu 1939 přijal německé státní občanství. Do řad gestapa byl přijat v prosinci 1939 a to nejprve k vrchnímu kriminálnímu tajemníkovi Paulu Elbersovi do pražského referátu II BM (české pravicové hnutí). Zde fungoval jako konfident, agent – provokatér. Byl i členem NSDAP a SS. Má na svědomí stovky životů českých odbojářů. Od listopadu 1942 působil jako vedoucí pracovník protiparašutistického referátu SBF. Dostával se do styku skoro se všemi ilegálními organizacemi odbojového hnutí v protektorátu. Řídil nově vytvořenou agenturní síť, v níž byly jednotlivé izolované odbojové skupiny kontrolovány konfidenty.

### Květen 1945
Během květnového povstání 1945 v Praze sídlil v Hotelu Zlatá husa (na adrese: Václavské náměstí 840/5 – dnes (2016) Hotel Ambassador) štáb odbojové organizace „Brutus“. Skupina, vedená Václavem Bradáčem (předválečný tajemník Antonína Švehly), byla již na konci roku 1944 infiltrována Jaroslavem Nachtmannem (krycí jméno Dr. Kejvan). Ten z odbojové skupiny „Brutus“ brzy učinil nástroj gestapa, pomocí něhož mohlo pronikat do řad domácího odboje. Zároveň si Nachtmann vytvářel členstvím ve skupině „Brutus“ i svoje „alibi“ pro pozdější tvrzení, že spolupracoval s odbojem. Českým policistům se dne 7. května 1945 podařilo Nachtmanna vylákat z Hotelu Zlatá husa, na Můstku jej přemoci a zatknout.
O dva dny později 9. května 1945 objevila hlídka Revolučních gard (RG) v Petschkově paláci asi 300 německých žen a dětí, 19 českých rukojmí a 6 dlouhodobě vězněných Čechů. Správcem budovy byl určen Ladislav Vaněk. K nemilému překvapení českých úřadů předal Ladislav Vaněk nejdůležitější zajaté příslušníky gestapa: Williho Leimera, Williho Abendschöna a konfidenta Jaroslava Nachtmanna sovětské vojenské rozvědce Smerš. A tak se stalo, že Nachtmann byl (zhruba v polovině května 1945) transportován do SSSR.

### V Sovětském svazu
V Sovětském svazu byl ještě téhož roku (v prosinci 1945) odsouzen k patnácti letům nucených prací, které si začal odpykávat na Sibiři v táborech nucených prací "Siblag" a "Ozorlag". I zde fungoval (krycí jméno "Eva") jako donašeč (informátor) ve prospěch vedení obou táborů. Po deseti letech (v říjnu 1955) mu byla udělena amnestie, dostal služební byt a pracoval na poliklinice KGB v sibiřském městě Tajšet. Zhruba po osmi letech (v březnu 1963) byl v SSSR opět zatčen, aby byl předán československé StB, která jej zvláštním letadlem dopravila do Prahy.

### V Československé socialistické republice
V soudním procesu byla Nachtmannovi prokázána nepřímá vina na smrti 200 účastníků odboje a za trestný čin obecného ohrožení (stíhání za vraždu bylo zastaveno) byl odsouzen (1. října 1964) k trestu čtrnácti let vězení. Koncem října 1964 (asi po třech týdnech od vynesení rozsudku) na žádost Nachtmannova obhájce mu bylo do odpykání uloženého trestu započítáno i více než desetileté období strávené v pracovních táborech v SSSR. (Tím se jeho trest v Československu zmenšil na necelé čtyři roky, s datem ukončení v roce 1967, 1968). K profesi konfidenta (tentokráte ve službách StB) se Jaroslav Nachtmann vrátil a vykonával ji už v průběhu věznění ve Valdicích. (Jeho osobní svazek StB byl veden už od 2. listopadu 1962 !). Brány věznice ale opustil již za dva roky (22. listopadu 1966) a zavázal se k další spolupráci s StB (zde vystupoval pod krycími jmény "Míla" nebo "Jarda"). Státní tajná bezpečnost (StB) jej zaměstnala v zubní ambulanci v městečku Votice (v oblasti nazývané také jako Česká Sibiř).

### Po roce 1968
Když byla v létě roku 1968 v tisku odhalena pravá totožnost Jaroslava Nachtmanna, stal se pro práci u StB nevhodným a prakticky neupotřebitelným. Po šesti letech (začátkem května 1974) se vystěhoval do SRN. Zemřel 2. května 1995 ve věku 79 let v německém Regenu.

## Nachtmannovy aktivity
| Období               | Místo                                               | Popis aktivity |
| -------------------- | --------------------------------------------------- | --- |
| za protektorátu      | Spálená 82/4, Praha 1 (Německy: Brenntegasse)       | V domě bydlel během protektorátu Jaroslav Nachtmann, který byt získal jako konfiskát po Adolfu Hoffmeisterovi, jenž odsud odešel 23. března 1939 do francouzského exilu. Byt sloužil jako neformální centrála udavačů a konfidentů gestapa a na večírcích zde pořádaných se také scházeli i populární herci, např. Jára Kohout, Věra Ferbasová a Karel Vlach. |
| Podzim 1939          |                                                     | Spolu s konfidentem gestapa Rudolfem Kotrbatým se již na podzim roku 1939 podílel Jaroslav Nachtmann na rozbití ilegální organizace Družstvo v prvním sledu. |
| 10. listopad 1939    | Budečská 1026/14, Praha 2                           | Odbojář Josef Škalda byl zatčen gestapem 10. listopadu 1939. Na jeho zatčení se podílel Jaroslav Nachtmann. |
| 22. duben 1941       | Evropská 696/22, Praha 6                            | Jaroslav Nachtmann se (22. dubna 1941) aktivně účastnil zátahu na Josefa Balabána – jednoho z členů zpravodajsko-sabotážní skupiny známé jako Tři králové. Balabán byl přemožen gestapem zhruba ve 21.30 po krátké přestřelce na křižovatce ulic Evropská a Studentská (za protektorátu Velvarská a Brahmsova). |
|                      |                                                     | Odbojová skupina "Národní obranný svaz" (spojená s osobou kapitána Jana Karlíka) byla infiltrována konfidenty gestapa v čele s Jaroslavem Nachtmannem. |
| pololetí 1942        |                                                     | Spolu s Karlem Čurdou zradil Jaroslav Nachtmann šifranta – četaře Stanislava Srazila (paravýsadek ANTIMONY) (zatčen dne 16. ledna 1943) a tento byl následně přinucen Němci přistoupit na radiovou protihru "Hermelín" ("Hermelin") s Vojenskou radiovou ústřednou (VRÚ) v Londýně. |
| počínaje 1943 a dále | Mikovcova (Mikowec – Strasse) 574/3, Praha 2        | Od konce roku 1942 sídlila ve čtvrtém patře domu firma "Albatros". Tato krycí firma byla používána pražským gestapem ke styku s konfidenty. V tomto domě také sídlia kancelář úředníka SBF Williho Leimera. Firma "Albatros" byla založena na krycí jméno Jaroslava Nachtmanna – Jaroslav Nebeský. Do této "centrály" docházeli s informacemi a pro další úkoly rovněž zrádci – parašutisté: Viliam Gerik (paravýsadek ZINC) a rotný Karel Čurda (pomocník velitele paravýsadku OUT DISTANCE). Na této adrese se také často vyskytovali i další konfidenti: Jaroslav Žícha, Josef Renner, Josef Musil a Nestor Holejko. |
| září a listopad 1944 | Husova 236/4a, Praha 1 – Staré Město                | V dominikánském klášteře při kostele svatého Jiljí se v září 1944 a v listopadu roku 1944 konaly fingované schůzky konfidentů pražského gestapa. Na jeho pokyn založili fiktivní odbojovou organizaci "Ústředí československého odboje v Praze". Kromě Jaroslava Nachtmanna se schůzek účastnili i konfidenti: Nestor Holejko (alias major Rudé armády ing. Kalinin), Antonín Vohradník a Jaroslav Žícha. Setkání se účastnil i zadržený parašutista Vítězslav Lepařík (paravýsadek GLUCINIUM). (Ten na oko přistoupil na spolupráci s gestapem.) Schůzky v dominikánském klášteře byly nahrávány a jejich účastníci byly nepozorovaně fotografováni. Řada odbojářů pak právě těmito nahrávkami a snímky byla nezpochybnitelně usvědčena z odbojové činnosti proti Velkoněmecké říši. |
| 17. říjen 1944       | Václavské náměstí 820/41, Praha 1                   | Parašutista Vítězslav Lepařík (paravýsadek GLUCINIUM) byl vlákán konfidentem gestapa Nestorem Holejkem do pasáže Luxor na Václavském náměstí v Praze, kde byl 17. říjen 1944 zatčen. Zatýkání se osobně účastnil Willi Leimer a Jaroslav Nachtmann. |
| 18. říjen 1944       | Štěpánská 704/61, Praha 1                           | Východočeský odbojář Jaroslav Tannert byl v pasáži Lucerna zatčen 18. října 1944. Na zatčení se podíleli konfidenti gestapa Nestor Holejko a Jaroslav Nachtmann. |
| podzim 1944          | Kříženeckého náměstí 322/5, Praha 5                 | Na podzim roku 1944 se začalo (v Barrandovských filmových ateliérech) připravovat natáčení propagandistického filmu o parašutistech, vyslaných exilovou vládou v Londýně do Protektorátu. Tento projekt podporoval Willi Leimer, ale samotné natáčení nikdy nebylo zahájeno. Podle tvrzení Jaroslava Nachtmanna měl on osobně ztvárnit ve filmu jednu z hlavních rolí. |
| 15. leden 1945       | Tylovo náměstí, Praha 2                             | Konfidentskou sítí (řízenou gestapem) byl do Prahy vylákán odbojář Josef Kroužek, který žil v ilegalitě ve východních Čechách. Na jeho zatčení (na Tylově náměstí dne 15. ledna 1945) se podílel i Jaroslav Nachtmann. |
| jaro 1945            | Strahovské nádvoří (Strahower Platz) 132/1, Praha 1 | Na jaře roku 1945 odnášel z Petschkova paláce do Strahovského kláštera Jaroslav Nachtmann některé spisy gestapa, aby je zde uschoval ve snaze vytvořit tak nějakou pojistku pro budoucnost. |
| jaro 1945            | Benediktská 677/4, Praha 1                          | Na jaře 1945 se v domě uskutečnila schůzka Jaroslava Nachtmanna s dalším nebezpečným konfidentem gestapa Nestorem Holejkem a jeho bratrem Alexem Holejkem (spolupracovníkem gestapa v Krakově). Bratři Holejkové uvažovali o útěku do Švýcarska a k témuž přesvědčovali i Jaroslava Nachtmanna. |